# Ordgarius hobsoni
Ordgarius hobsoni là một loài nhện trong họ Araneidae.
Loài này thuộc chi Ordgarius. Ordgarius hobsoni được Octavius Pickard-Cambridge miêu tả năm 1877.